# Semjon Varlamov
Semjon Aleksandrovič Varlamov, kraće Semjon Varlamov (ruski: Семён Александрович Варламов; 27. travnja 1988., Kujbišev) ruski je profesionalni hokejaš na ledu. Igra na poziciji vratara i trenutačno nastupa u National Hockey League (NHL) momčadi Washington Capitals.

## National Hockey League

### Washington Capitals
Washington Capitalsi birali su Varlamova kao 23. izbor drafta 2006. godine. Debitirao je u NHL-u na vratima Capitalsa, 14. prosinca 2008., protiv Montreal Canadiensa i obranio 32 udarca i tako omogućio pobjedu svojem Washingtonu. Do početka play-offa praktički i nije dobio pravu priliku (samo šest nastupa u regularnom dijelu sezone), no kada je jednom zgrabio mjesto među vratnicama, Varlamov se jednostavno više nije dao maknuti. Tijekom play-offa 2009. cijelu seriju s NY Rangersima bio je sjajan, a vrhunac je bila predstava protiv Pittsburgh Penguinsa, u kojoj je s 34 obrane (rekord karijere) predvodio Capitalse do 3:2 pobjede i početnog vodstva u polufinalu Istočne konferencije. Iako je u seriji s Penguinsima sjajno branio, te nekoliko puta preuzeo glavnu ulogu to nije bilo dovoljno da Capitalsi prođu u finale Istočne konferencije.
Tijekom ljetne stanke klub se riješio rezervnog vratara Brenta Johnsona kako bi oslobodio mjesto za Varlamova. U uvodu u novu sezonu (2009./10.), 22. studenog 2009., Varlamov je u gostujućem porazu Washingtona od Toronta zaustavio čak 39 pokušaja domaćih igrača, a u gostujućoj pobjedi 3:0 protiv Tampa Baya zaustavio je 26 udaraca domaćina, poboljšavši svoj ovosezonski učinak na 12-1-2.

## Promjene u imenu
Tijekom ljetne stanke, u kolovozu 2009. službeno je na stranici NHL-a promijenjeno njegovo ime, iz "Simeon" u "Semjon". U ruskom alfabetu, njegovo ime se piše "Семён". Rusko slovo (ё) na hrvatskom jeziku se izgovara (jo). Osim toga, njegovo ime u videoigri NHL 09 napisano je Semen, dok se u nekim ostalim prijevodima njegovo ime piše kao Simeon, Simjan, Semjen.

## Statistika karijere

### Regularna sezona
| Sezona     | Klub                 | Liga       | GP | W  | L | OTL | MIN  | GA  | SO | GAA  | SV%  |
| ---------- | -------------------- | ---------- | -- | -- | - | --- | ---- | --- | -- | ---- | ---- |
| 2006./07.  | Lokomotiv Jaroslavlj | RSL        | 33 | —  | — | —   | 1936 | 70  | 3  | 2.17 | —    |
| 2007./08.  | Lokomotiv Jaroslavlj | RSL        | 44 | —  | — | —   | —    | 106 | 3  | 2.45 | —    |
| 2008./09.  | Hershey Bears        | AHL        | 27 | 19 | 7 | 1   | 1551 | 62  | 2  | 2.40 | .916 |
| 2008./09.  | Washington Capitals  | NHL        | 6  | 4  | 0 | 1   | 329  | 13  | 0  | 2.37 | .918 |
| NHL ukupno | NHL ukupno           | NHL ukupno | 6  | 4  | 0 | 1   | 329  | 13  | 0  | 2.37 | .918 |

### Doigravanje
| Sezona     | Klub                 | Liga       | GP | W | L | MIN | GA | SO | GAA  | SV%  |
| ---------- | -------------------- | ---------- | -- | - | - | --- | -- | -- | ---- | ---- |
| 2006./07.  | Lokomotiv Jaroslavlj | RSL        | 6  | - | - | 368 | 18 | 0  | 2.94 | -    |
| 2007./08.  | Lokomotiv Jaroslavlj | RSL        | 16 | - | - | -   | 25 | 5  | 1.62 | -    |
| 2008./09.  | Washington Capitals  | NHL        | 13 | 7 | 6 | 758 | 32 | 2  | 2.53 | .918 |
| NHL ukupno | NHL ukupno           | NHL ukupno | 13 | 7 | 6 | 758 | 32 | 2  | 2.53 | .918 |

## Vanjske poveznice
- Profil na NHL.com
- Profil na The Internet Hockey Database